# Wilhelm Diegelmann
Wilhelm Diegelmann (né le 28 septembre 1861 à Ellers, mort le 1er mars 1934 à Berlin) est un acteur allemand.

## Biographie
À 17 ans, il entre dans le chœur de l'opéra de Francfort. En 1881, il commence sa carrière d'acteur au théâtre de Francfort.
Vers 1900, il vient à Berlin et s'engage avec le Deutsches Theater. Il ira aussi au Berliner Theater, au Großes Schauspielhaus et au Deutsches Künstlertheater.
Il vient au cinéma en 1913 grâce à Max Reinhardt. Diegelmann joue des seconds rôles, le plus souvent une figure paternelle et des rôles comiques.

## Filmographie partielle
- 1913 : Die Insel der Seligen
- 1914 : Der Spuk im Hause des Professors
- 1915 : Lache, Bajazzo! de Richard Oswald
- 1916 : Nebel und Sonne
- 1917 : Feenhände
- 1917 : Der Golem und die Tänzerin
- 1917 : Prinz Sami
- 1917 : Hans Trutz im Schlaraffenland
- 1917 : Hoch klingt das Lied vom U-Boot-Mann
- 1918 : Le Joueur de flûte de Hamelin
- 1918 : Carmen d'Ernst Lubitsch
- 1918 : Mitternacht
- 1918 : Der geprellte Don Juan
- 1918 : Veritas vincit de Joe May
- 1919 : Um Krone und Peitsche de Fern Andra et Georg Bluen
- 1919 : Das Buch Esther
- 1919 : Die Geächteten
- 1919 : Die Maske
- 1919 : Prostitution de Richard Oswald
- 1919 : Différent des autres de Richard Oswald
- 1919 : Prinz Kuckuck de Paul Leni
- 1919 : La Calamité de Monique (de)
- 1919 : Die Herrin der Welt
- 1919 : Alkohol d'Ewald André Dupont et Alfred Lind
- 1920 : Das große Licht de Hanna Henning
- 1920 : Opfer
- 1920 : Anne Boleyn d'Ernst Lubitsch
- 1920 : Präsident Barrada
- 1920 : Der Schädel der Pharaonentochter
- 1920 : Der Henker von Sankt Marien
- 1920 : Gentlemen-Gauner
- 1920 : Das Haupt des Juarez
- 1920 : Patience
- 1921 : Aus dem Schwarzbuch eines Polizeikommissars - 1. Teil
- 1921 : Der Dummkopf
- 1921 : Die Geierwally
- 1921 : Haschisch, das Paradies der Hölle
- 1921 : Le Tombeau hindou
- 1921 : Julot, l'Apache
- 1921 : Kean
- 1921 : Les Trois Lumières
- 1921 : La Chatte des montagnes
- 1921 : Die Verschwörung zu Genua
- 1921 : Der Friedhof der Lebenden
- 1921 : Pariserinnen
- 1921 : Die schwarze Pantherin
- 1921 : Die Fremde aus der Elstergasse d'Alfred Tostary
- 1921 : Der vergiftete Strom
- 1922 : Bardame
- 1922 : Der böse Geist
- 1922 : Boris Godounov
- 1922 : Der Graf von Charolais
- 1922 : Lola Montez (en)
- 1922 : Lucrèce Borgia
- 1922 : Die Schuhe einer schönen Frau
- 1922 : Der blinde Passagier
- 1922 : La Fin du duc de Ferrante
- 1922 : Der Liebe Pilgerfahrt
- 1922 : L'Homme au masque de fer
- 1923 : Friedrich Schiller
- 1923 : Martin Luther
- 1923 : Le Cavalier de pierre
- 1923 : Der Mensch am Wege de William Dieterle
- 1923 : Der Tiger des Zirkus Farini
- 1923 : Wilhelm Tell
- 1923 : Der zweite Schuß
- 1923 : L'Appel de l'enfant
- 1924 : Mère et fils
- 1924 : Der Weg zu Gott
- 1924 : Dudu, ein Menschenschicksal
- 1925 : Das alte Ballhaus
- 1925 : Die vom Niederrhein
- 1925 : Das Mädchen mit der Protektion
- 1925 : Der Herr Generaldirektor
- 1925 : Des Lebens Würfelspiel
- 1925 : Götz von Berlichingen zubenannt mit der eisernen Hand
- 1925 : Les Lettres qu'il ne reçut pas
- 1926 : Die Gesunkenen
- 1926 : Les Beaux-fils
- 1926 : Überflüssige Menschen
- 1926 : Die Mühle von Sanssouci
- 1926 : Wien - Berlin
- 1926 : Zopf und Schwert - Eine tolle Prinzessin
- 1926 : Herbstmanöver
- 1926 : Gern hab' ich die Frauen geküßt
- 1926 : Das Lebenslied
- 1926 : Die lachende Grille
- 1927 : Ich habe im Mai von der Liebe geträumt
- 1927 : Ich war zu Heidelberg Student
- 1927 : Die Lorelei
- 1927 : Ein schwerer Fall
- 1927 : Brennende Grenze
- 1928 : Das Hannerl von Rolandsbogen
- 1928 : Jahrmarkt des Lebens
- 1928 : Luther – Ein Film der deutschen Reformation
- 1928 : Das Spreewaldmädel
- 1928 : Das deutsche Lied
- 1928 : Violantha
- 1929 : Es flüstert die Nacht
- 1929 : Danseuse de corde
- 1930 : L'Ange bleu
- 1930 : Wenn Du noch eine Heimat hast
- 1931 : Die Faschingsfee
- 1931 : Ronny de Reinhold Schünzel
- 1931 : Der wahre Jakob
- 1932 : Skandal in der Parkstraße
- 1933 : Großstadtnacht
- 1933 : Hans Westmar de Franz Wenzler
- 1933 : Das Tankmädel
- 1934 : Der Schimmelreiter

## Crédit d'auteurs
- (de) Cet article est partiellement ou en totalité issu de l’article de Wikipédia en allemand intitulé « Wilhelm Diegelmann » (voir la liste des auteurs).